# Renfroie de Denain
Renfroie de Denain est une religieuse française, première abbesse de l'abbaye de Denain au VIIIe siècle. Elle est vénérée par l'Eglise catholique sous le nom de sainte Renfoie.

## Biographie
Sainte Renfroie est la fille aînée d’Adalbert II d'Ostrevent († 790), ou Adelbert, seigneur d’Ostrevent, époux de la comtesse Reine, nièce de Pépin le Bref. Saint Adalbert et sainte Reine ont dix filles et sont fondateurs de l’abbaye de Denain en 764.

## Miracles
Sainte Renfroie est réputée pour guérir les aveugles. Elle aurait guéri sainte Ave.

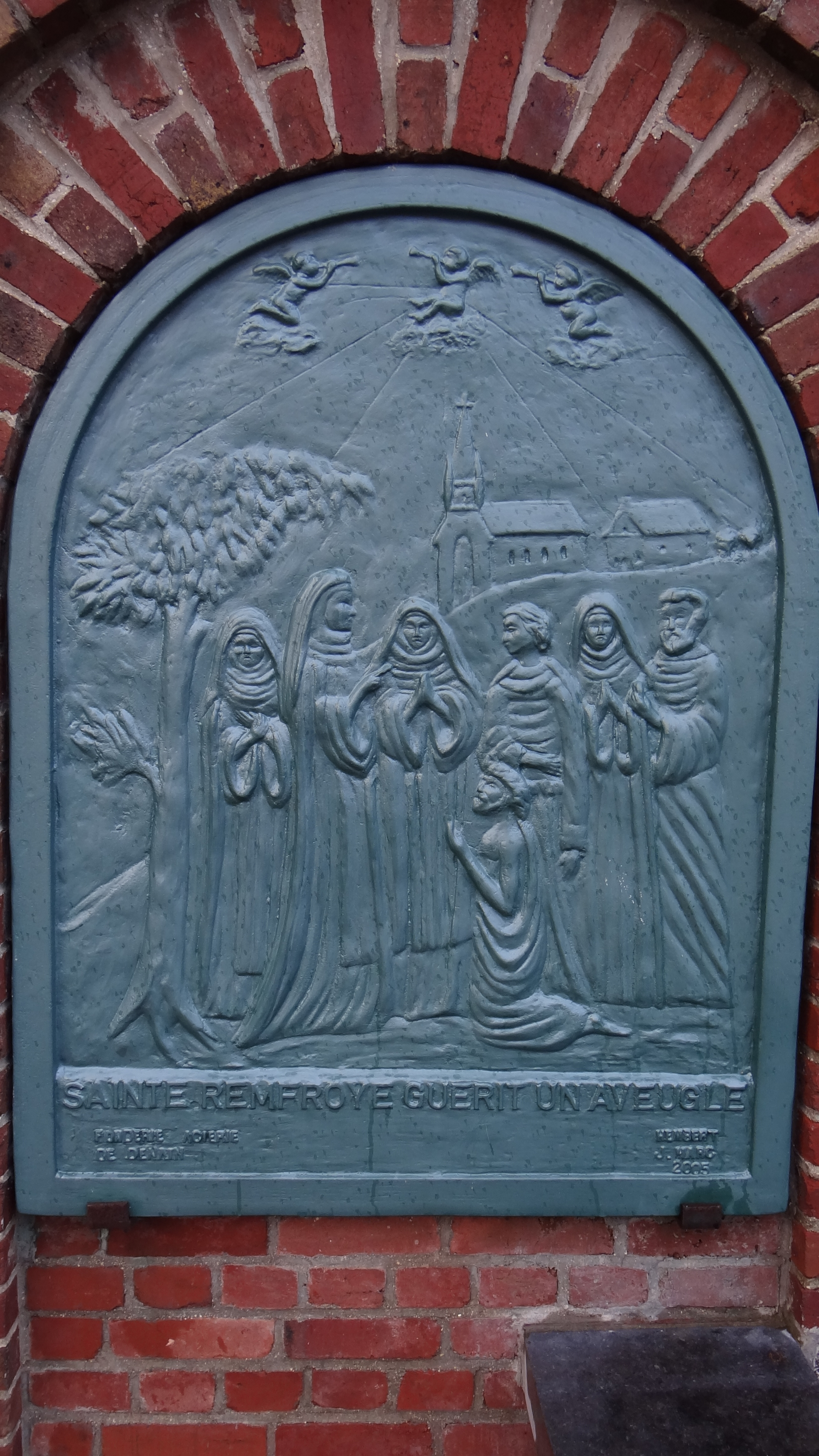
Près de l’abbaye de Denain à la fontaine de Sainte Renfroie.
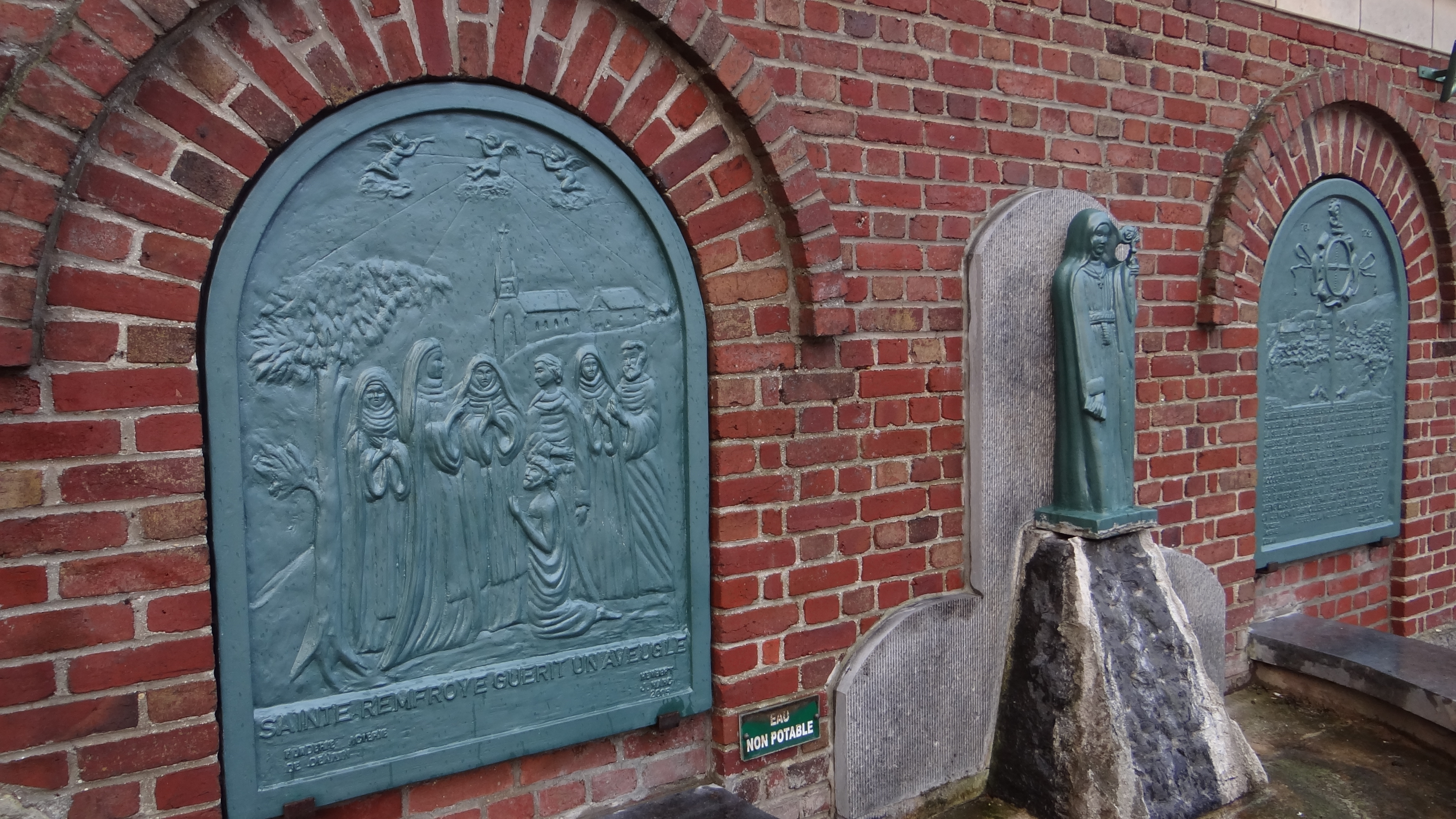
La fontaine Sainte Remfroye inaugurée au 2 octobre 2005.
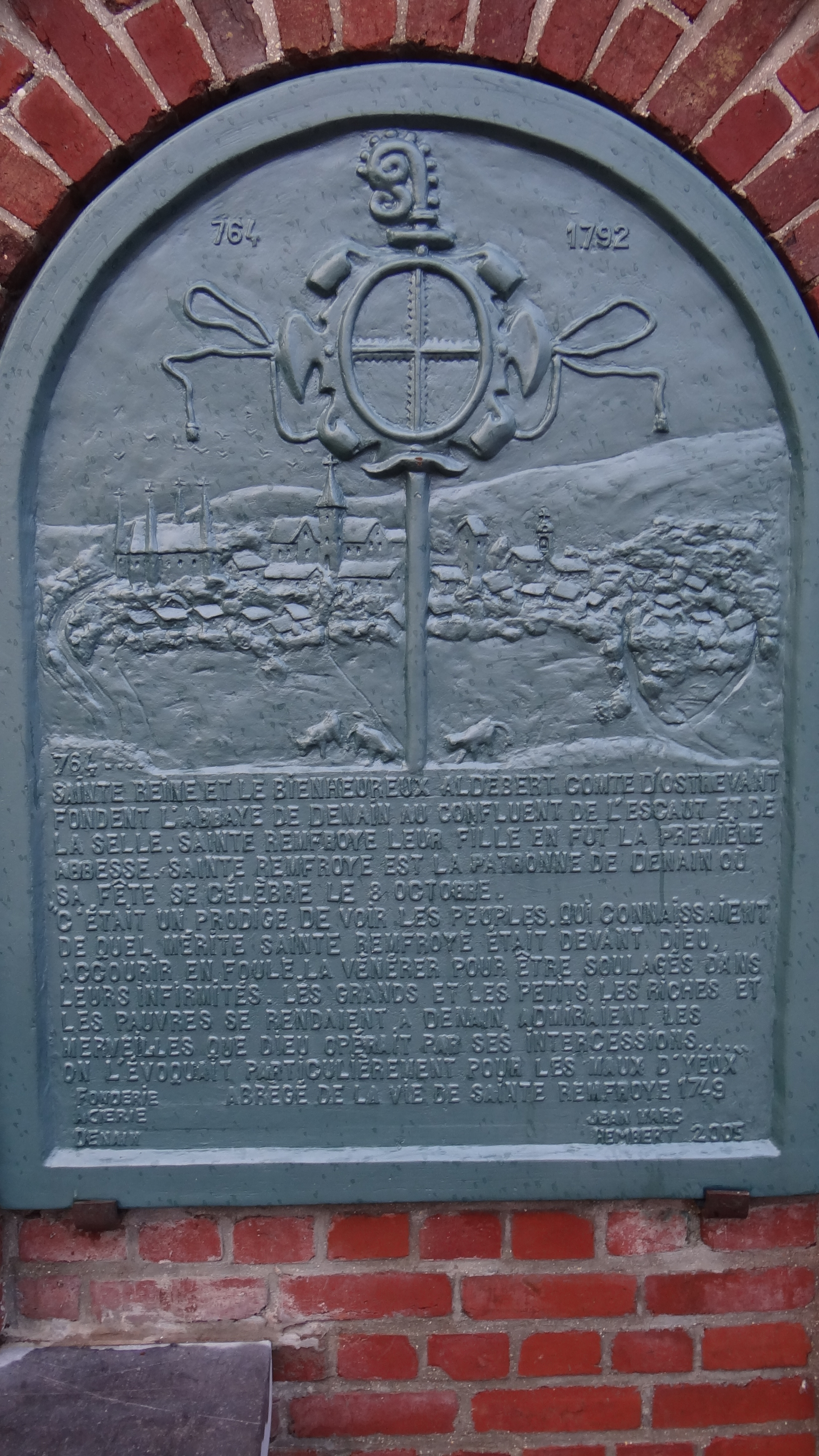
Sainte Remfroye fille du comte Aldebert d'Ostrevant.

## Dérivés du nom
Elle est également dénommée sainte-Rainfroye, sainte Refroye, Sainte-Ragenfréde, ,
ou Ragenfredis.

## Fête religieuse
Sainte Renfroie est fêtée localement le 22 avril.